# Chiesa di Sant'Antonio Abate (Morcote)
La chiesa di Sant'Antonio Abate è un edificio religioso tardogotico che si trova a Morcote.

## Storia
L'edificio fu costruito nel Basso Medioevo, probabilmente nel Duecento e fu da principio sede di un ospizio dei Canonici Regolari di Sant'Antonio di Vienne. Nel tardo Quattrocento la facciata fu decorata con alcuni affreschi che rappresentano la Trinità, San Cristoforo e Sant'Antonio abate, dipinti oggi mal conservati. Al XV secolo risalgono anche alcuni degli affreschi conservati all'interno dell'oratorio, opere attribuite ai maestri seregnesi; altri affreschi, più recenti, trovano posto nel coro. Fra il XVIII e il XIX secolo, a ridosso della chiesa, fu costruito un edificio neogotico che oggi ospita una scuola.